# 5137 Frevert
5137 Frevert (1990 VC) là một tiểu hành tinh vành đai chính được phát hiện ngày 8 tháng 11 năm 1990 bởi Baur, J. M. ở Chions.